# Galatea (astronomia)
Galatea o Nettuno VI, è il quarto satellite naturale di Nettuno in ordine crescente di distanza dal pianeta.
Il satellite è intitolato alla figura di Galatea, una nereide secondo la mitologia greca invano amata dal ciclope Polifemo.
Galatea presenta un aspetto fortemente irregolare e non mostra traccia di attività geologica.

## Scoperta
Galatea fu scoperto verso la fine di luglio 1989 dall'astronomo statunitense Stephen Synnott grazie alle immagini inviate a Terra dalla sonda Voyager 2, che sorvolò il pianeta ed il suo sistema di satelliti prima di dirigersi verso lo spazio interstellare e ricevette la designazione temporanea S/1989 N 4.
La sua scoperta fu resa nota dall'Unione Astronomica Internazionale il 2 agosto 1989 (IAUC 4824), menzionando dieci immagini riprese nel corso di cinque giorni, il che implica una data di scoperta anteriore al 28 luglio. La designazione ufficiale fu data il 16 settembre 1991.

## Parametri orbitali
L'orbita di Galatea, trovandosi al di sotto dell'orbita poseidosincrona, è fortemente instabile; le forze mareali indotte dalla vicinanza al gigante gassoso ne stanno provocando un graduale decadimento, che porterà alla disintegrazione del satellite e alla formazione di un nuovo anello planetario, o all'impatto di Galatea con Nettuno.
Galatea è un satellite pastore di uno degli anelli di Nettuno, l'anello Adams che si trova 1000 km al di fuori della sua orbita. Si ritiene che la risonanza orbitale con Galatea nel rapporto 42:43 sia il meccanismo principale di confinamento di questo peculiare arco presente nell'anello.
La massa di Galatea è stata stimata in base alle perturbazioni radiali che induce sull'anello.

## Caratteristiche fisiche
Galatea presenta un aspetto fortemente irregolare e non mostra traccia di attività geologica. Si tratta probabilmente di un ammasso di scorie riaggregatesi da frammenti di qualche satellite originario di Nettuno, probabilmente distrutto dalle perturbazioni gravitazionali innescate da Tritone poco dopo la cattura del satellite in un'orbita iniziale molto eccentrica.